# كارولين غولوبيتسكي
كارولين إليزابيث غولوبيتسكي (ولدت في 19 ديسمبر 1985 في باد ميرجينثيم، ألمانيا) هي لاعبة مبارزة ألمانية. كانت جزءًا من الفريق الألماني الحائز على الميدالية البرونزية في بطولة العالم للمبارزة 2009 في أنطاليا، تركيا. كما فازت بثلاث ميداليات في البطولات الأوروبية وشاركت في دورة الألعاب الأولمبية الصيفية 2008 في بكين.
تم ترشيحها مرة أخرى للمشاركة في دورة الألعاب الأولمبية الصيفية 2012 في لندن. فازت في الجولة الأولى ضد الكولومبية ساسكيا غارسيا ولكنها هُزمت في دور الستة عشر على يد إليسا دي فرانسيسكا من إيطاليا، التي فازت لاحقًا بالميدالية الذهبية. أثناء المبارزة ضربت دي فرانسيسكا على ذقن غولوبيتسكي بحاجز الجرس الخاص بسيفها. بعد انقطاع دام عدة دقائق، لم تتمكن كارولين الذي كانت متقدمًا في القتال 8:6 وقت الحادث من تسجيل نقطة واحدة أخرى فقط وخسرت في النهاية 9:15.